# 天体写真

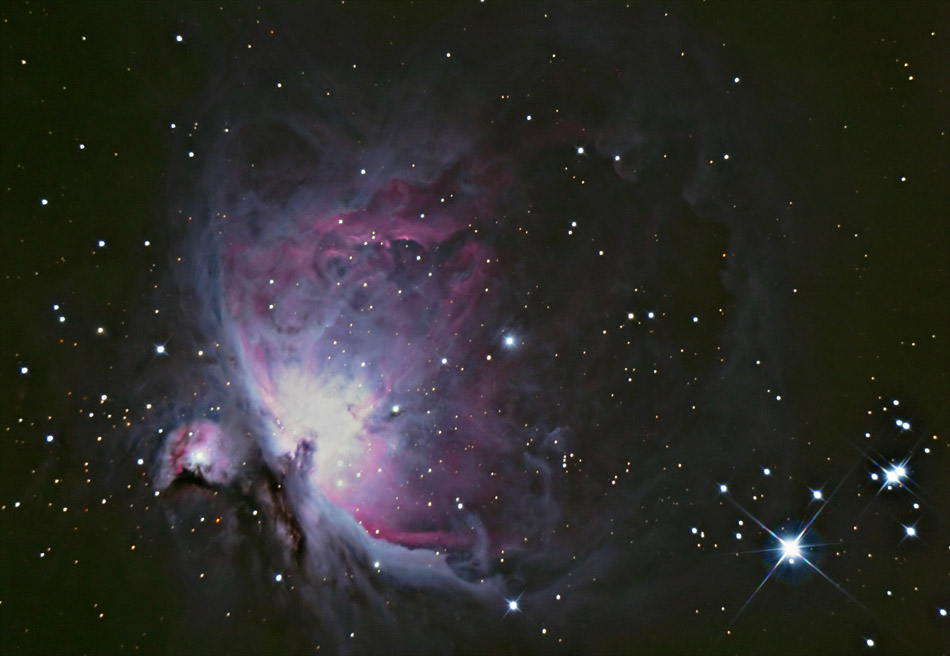
オリオン大星雲の天体写真

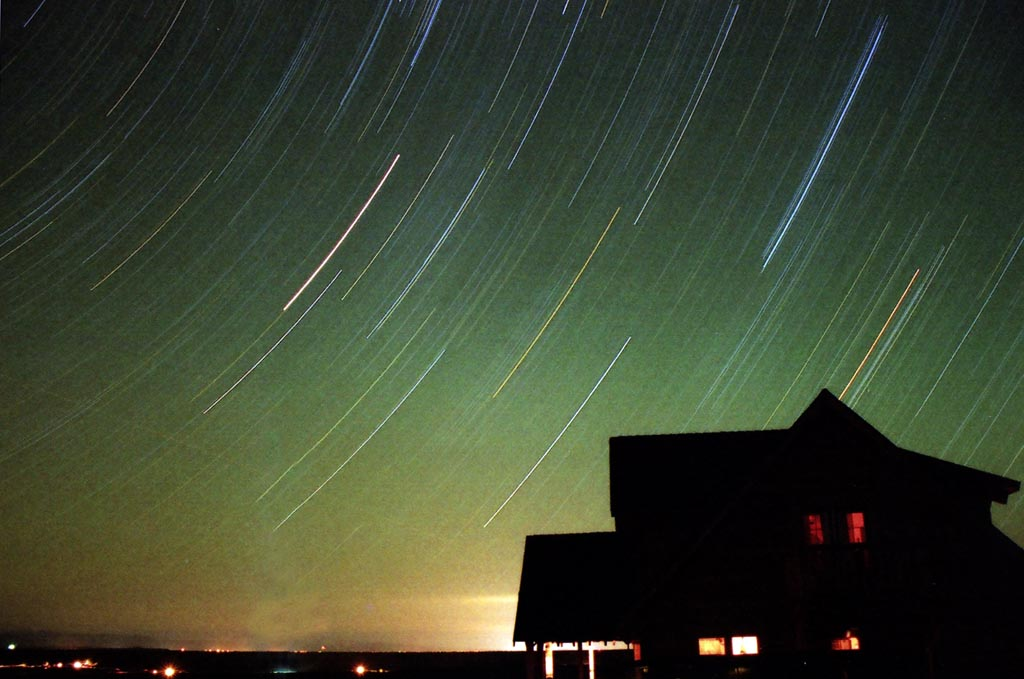
固定撮影法による星景写真 （アメリカ ユタ州）

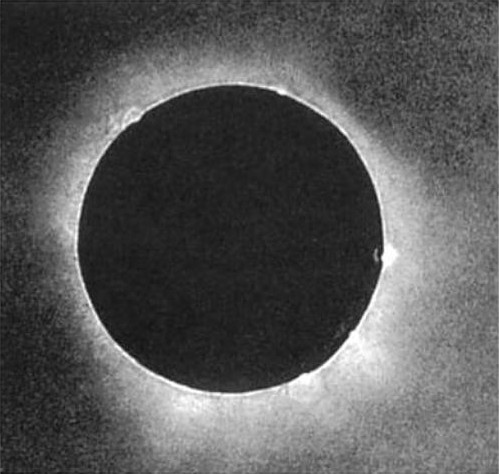
1851年7月28日のケーニヒスベルクにて撮影された世界最初の日食の写真

天体写真（てんたいしゃしん、英:astrophotography ）とは、天体（惑星、衛星、恒星、彗星、星座、星雲、星団など）を撮影した写真のこと。天文写真と呼ばれることもある。
天体写真の被写体は多様であり、満天の星空や天の川を標準ズームレンズや魚眼レンズで撮影した写真（星野写真という）、望遠レンズや望遠鏡を使った星雲・星団の写真、望遠鏡を使った太陽系天体の写真、一時的に現れる彗星や流星、日食や月食などを撮影した写真などがある。
また、特にデジタルカメラの出現による高感度・高解像度化により、風景と星空をあわせて撮影する「星景写真」と呼ばれるジャンルが出現した。

## 天体写真の歴史

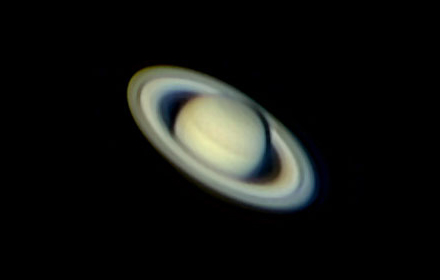
動画から補正された土星の映像

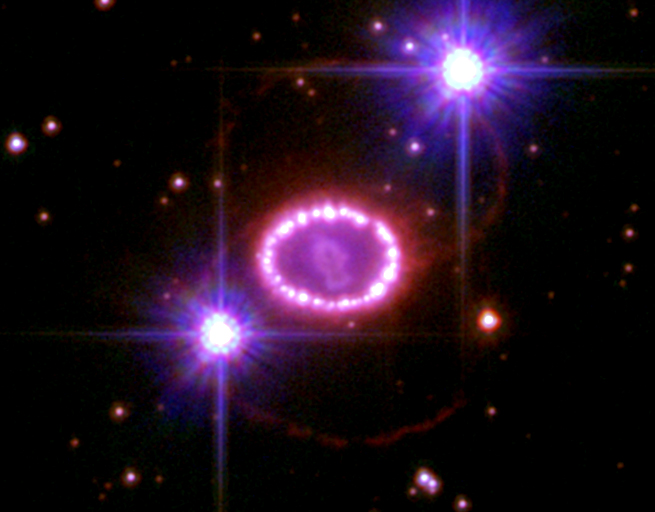
宇宙望遠鏡が捉えた超新星

### 観測天文学における天体写真
世界初の実用的な写真術は1830年代にフランス人のルイ・ジャック・マンデ・ダゲール（1787 - 1851年）によって発明された。ダゲールは1839年に世界で初めて天体（月）の撮影に挑戦した人物でもある。このヨウ化銀を使用した撮影法は、同年8月19日にパリ天文台長のアラゴーによって「銀板写真法」として発表された。同年、この撮影法を改良してアメリカのジョン・ウィリアム・ドレーパーが月の撮影に成功し、世界初の天体写真となった。
その後、フーコーの振り子で知られるレオン・フーコーが写真技術に着目し、まず顕微鏡写真に応用する研究に取り組んで実用化しており、1845年にはアルマン・フィゾー（1819 - 1896年）とともに世界初の太陽写真を撮影した。
20世紀初頭の天体写真観測の普及は、肉眼による観測を中心としていた観測天文学の進歩にとって大きな変革となった。
臭化銀などの光化学反応によって、銀粒子の黒みとして乾板上に記録する写真技術は、客観的な検証が困難で「見た、見なかった」という論争も起きることがあった観測天文学にとって画期的であった。乳剤写真観測は量子効率は高くはないが、長時間光を蓄積することができ、肉眼では及ばない感度を達成することができた。また、写真乾板は保存性もよく、何年か経過しても観測の客観的な再現が可能となった。乾板の撮影に使用された天体写真儀（アストログラフ、アストロカメラ）は、当時一般に普及していたカメラと比較すると広視野で、明るさや収差が補正された光学系の機器だった。これらによる天体写真観測によって天文学は20世紀に大きく飛躍した。
1980年代になると観測天文学における光検出器の主流は、従来の写真乾板やフィルムからCCD（電荷結合素子）に置き換わっていった。光をとらえる効率は、従来の写真乾板やフィルムでは1%程度しかなかったが、光電効果を利用したCCDでは入射光子の最大約80%を捕えて電子（光電子）に変換することが可能である。比較すると写真乳剤粒子のムラは再現性がないが、CCDの画素感度ムラは小さく再現性が良い。
CCDも当初は撮像面積の小ささが欠点になっていたが、大型かつ隣接配置が可能なCCDの開発など改良が進められた。1990年代には受光センサーを液体窒素やペルチェ素子で冷却することによって熱雑音の影響を抑える冷却CCDカメラが天文台では一般化した。
検出器の半導体化は可視光だけに限らず、近赤外線用の2次元撮像素子などが実用化され、望遠鏡を振って行われていた赤外線強度分布の赤外線観測も画像観測が行われるようになった。

### 写真表現における天体写真
天体写真は被写体が暗いために、銀塩フィルムが使用されていた時代には高感度フィルムを使ってもカメラの露出時間を長くする必要があり、星空の撮影は気軽には始められないジャンルだった。1990年代には冷却CCDカメラが天文台では一般化していたが、かなり手間のかかる手順が必要だったため、アマチュアでも一部のハイアマチュアのみに利用されるに過ぎなかった。
しかし、冷却CCDカメラやデジタルカメラの進化によって、銀塩フィルムでは撮影できなかったものも撮影が可能となった。21世紀に入るとカメラの受光センサー周辺の回路の改良が進んで熱雑音の影響も低くなった。またデジタルカメラの高性能化によって、夜景と星空を一緒に写す「星景写真」や夜景を前景にして星空が動く「タイムラプス動画」といった新たなジャンルも生まれた。

## 天体写真の技術

### 肉眼と撮影との異差
肉眼と撮影では、光を感じる色(波長)の幅広さと、光を溜めておける時間が異なる。
一般に天体写真は被写体が暗いので、シャッター速度を遅く、すなわち露光時間を長くして撮影することが多い。星の光は、肉眼では瞬間的にやってくる点として知覚されるだけなのに対し、写真では露光時間を長くとることで長時間の情報を記録できる。また、複数の撮像を比較明合成や平均合成するなどして、肉眼では識別することが出来ないほど暗い対象を撮影したり、時間の流れを感じる映像などを撮影することも可能となる。
また、肉眼では識別する事の出来ない赤外方向である、宇宙に多いHα線に対し淡くしか捉えられないが、フィルムやCCD・CMOSなどでは比較的にフラットな感度となる。従って、情報量が増えた分、天体写真と実際に目で見た星や星雲とは、色や形が違ったものとなる。

### 撮影対象と撮影手法
カメラを固定して撮影する場合、長時間の露光では地球の自転や天体の動きが線として蓄積的に現れる結果となる。このため、星を点像として写し撮るためには、地球の自転による天体の動きを追尾する必要がある。一方この場合地上の風景は当然固定されているため、地上風景はずれていくことになる。こうしてカメラの動きを星の動きに合わせるか、地上の固定を考慮した動きにするかがて映像に違いが出てくことになる。

#### ガイド撮影(追尾撮影)
星の動きに合わせて動かす撮影方法をガイド撮影(追尾撮影)という。一般には、撮影機を赤道儀式架台という専用の架台に設置し、円周方向の中心軸を北軸または南軸に合わせて、撮影する。天球は地上に対して1時間に15度程度移動するため、この動きに沿って動かす必要がある。近年ではモータードライブ付き赤道儀式架台によって自動追尾することが一般的である。また一部例外としてPENTAXのアストロトレーサーの用に、撮影センサーを稼働させることで、短時間ながらもカメラのみで自動追尾するような機種もある。ガイド撮影の際には、記録する映像の倍率が大きくなればなるほど光量が減り、動きの誤差が拡大されるので、赤道儀式架台は倍率に見合った頑丈さと精度が要求される。

#### 固定撮影
撮影機を地上や経緯台式架台などに固定して行う撮影方法を固定撮影という。赤道儀などの個別の機材が必要でないため手軽に撮影できる手法である。固定撮影の際は、天体は地球の自転運動により見かけ上動く（日周運動）ため、長時間の露出をすると同心円状の光跡として写る。地上の風景を考え効果的に写せば優れた天体写真となる。また、月や動きの速い彗星の動きに合わせて望遠鏡を長時間追尾し撮影すると、対象でない天体は固定撮影のように軌跡が写る。

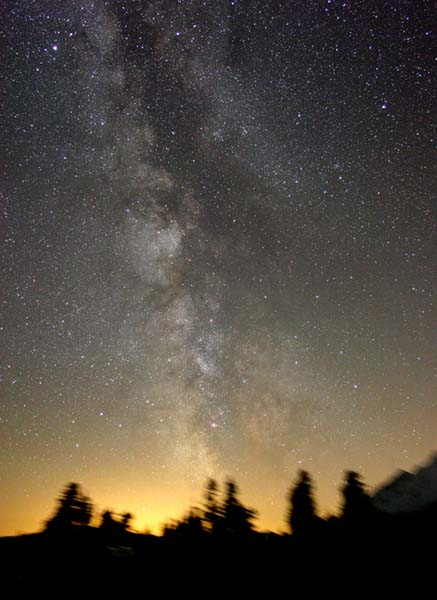
ガイド撮影法による星野写真

### 補助機材の導入
天体写真はカメラ単体で撮影される場合と、集光力や分解能を上げる目的で、望遠鏡などの機器を用いて拡大して撮影される場合がある。カメラ用のレンズの代わりに望遠鏡などの対物レンズを使った撮影方法を直焦撮影法、対物レンズと感光部の中間に接眼レンズを入れる撮影方法を拡大撮影法という。カメラの標準のレンズが取り外せないコンパクトカメラ、コンパクトデジカメ、携帯電話など移動体端末の場合には、望遠鏡の接眼レンズまたはマルチモノピュラーに映った像をそのまま撮影する簡易撮影法（コリメート法）が採用される。

### 画像処理
1980年代には増感処理やサバチェ効果等、写真的手法による画像処理が行われたが、1990年代に入り、パソコンが普及するとフィルムスキャナーで取り込んだ画像をPhotoshop等のデジタル画像処理ソフトで画像処理する手法が普及し始めた。やがて、電子的な手法で撮像した画像をそのまま電子媒体を介して画像処理する手法が定着する。インタラクティブアストロノミーではその手法が紹介された。

### 遠隔操作
1980年代から一部の愛好家の間で実験的に進められてきたが、1990年代以降、インターネットの普及により昼間でも地球の裏側の夜の地域の望遠鏡を遠隔操作して電子カメラで画像を転送する試みが一部の公開天文台や愛好家の間で行われている。

## 天体写真家
天体写真を専門とする写真家を天体写真家という。ただし、星景写真は山岳写真などネイチャーフォトを撮影する写真家が雄大な自然景観を撮るスタイルでも取り組んでいる分野である。